# かぶと塚古墳 (吉見町)
かぶと塚古墳（かぶとづかこふん）は、埼玉県比企郡吉見町久米田にあった古墳。形状は円墳。久米田古墳群を構成した古墳の1つ。現在では墳丘は失われている。

## 概要

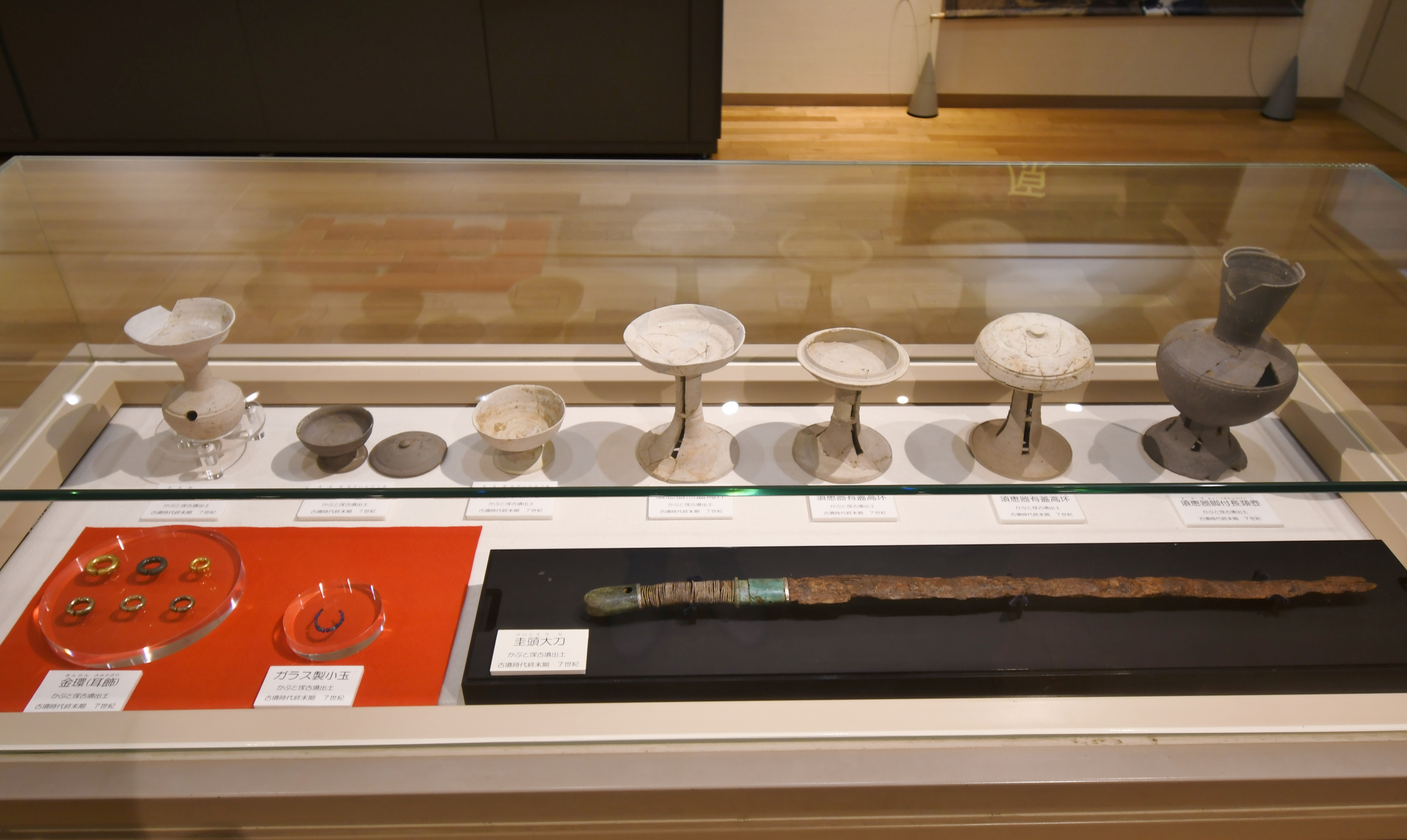
出土品（吉見町指定文化財）吉見町埋蔵文化財センター展示。

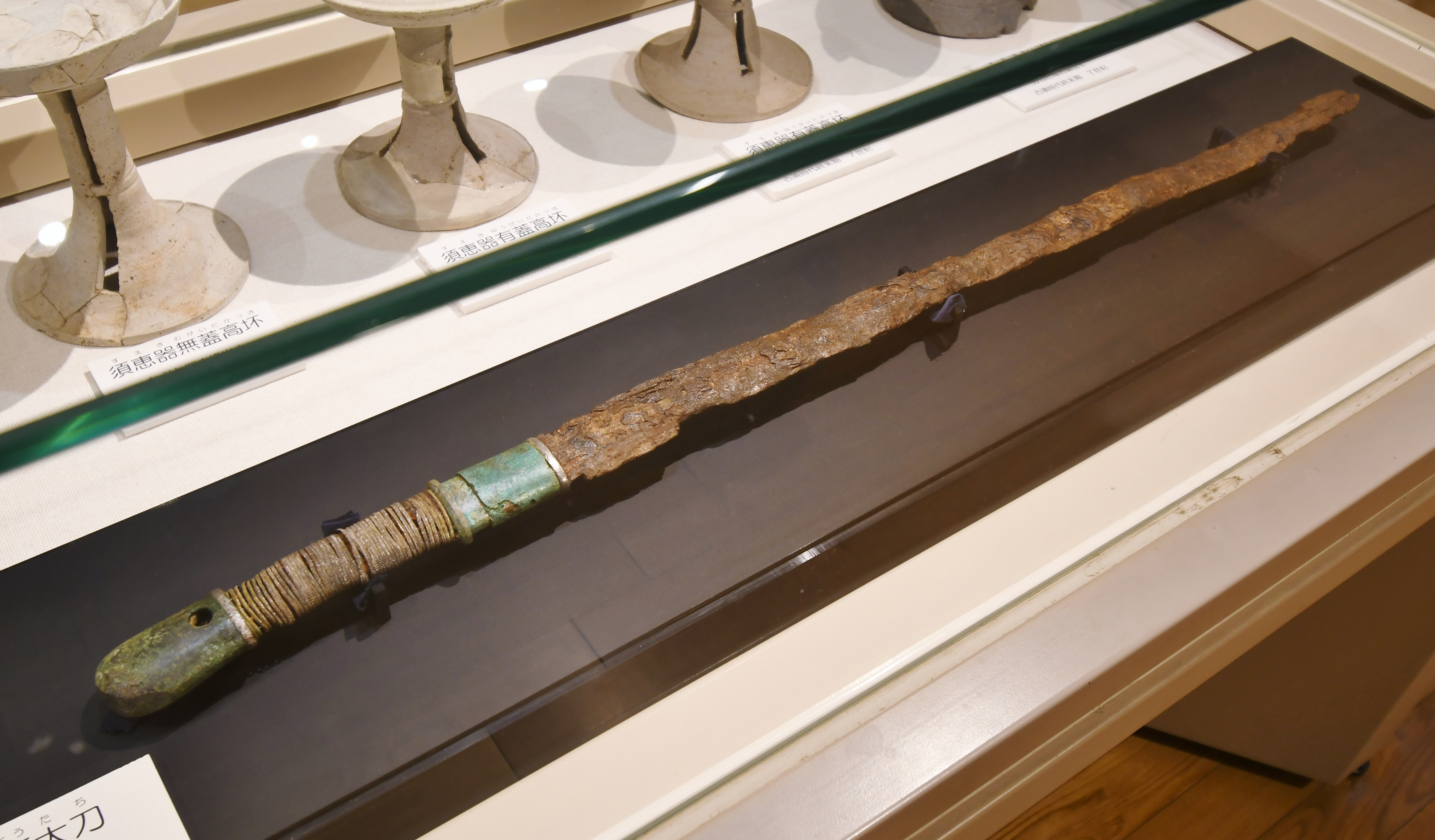
圭頭大刀

2段築成の円墳で、直径26〜28メートル・高さ4.6メートルを測った。手をつけると「雷神が怒る」と伝えられ、久米田古墳群の中で最後まで残っていた古墳であったが、1973年（昭和48年）の調査の後に破壊されている。主体部は、複室構造の胴張りのある横穴式石室で、全長12.5メートルである。
副葬品は、玄室から金環5・ガラス小玉40余・鉄鏃・大刀・刀子・棒状鉄器・圭頭大刀が、前室から須恵器（有蓋高坏・高坏蓋・無蓋高坏・𤭯・有蓋短頸壺・脚付長頸壺・脚付長頸壺蓋・長頸壺・平瓶・坏）が出土している。
築造時期は、古墳時代後期の6世紀後半頃と推定される。被葬者について、金井塚良一は「横渟屯倉の設置とともにこの地に進出した壬生吉志の宗主層を構成する一人」と想定している。

## 文化財

### 吉見町指定文化財
- 有形文化財
  - かぶと塚古墳出土品（考古資料） - 1992年（平成4年）8月19日指定[1]。